# Perdonami!
Perdonami! è un film del 1953 diretto da Mario Costa.

## Trama
Genova. Nell'immediato secondo dopoguerra, Nicola Boetto, ex prigioniero di guerra, è entrato a far parte di un gruppo di criminali dediti a furti e rapine, capeggiato da Raul detto il lionese; una sera mentre stanno depredando un deposito di residui bellici vengono scoperti dal custode Carlo Gerace, dirimpettaio di Nicola e suo amico di vecchia data, che viene freddato da Raul con una rivoltellata. Sconvolto, Nicola fugge la notte stessa da Genova, imbarcandosi per il Venezuela, dando l'addio a sua sorella Anna. Questa la mattina seguente viene a sapere dell'omicidio di Carlo e sospetta che proprio Nicola sia il responsabile dell'assassinio; per proteggere il fratello, la ragazza, con la complicità della madre Maria, mente al commissario Calò dichiarando che Nicola è partito per l'America già da alcuni giorni. Passano i mesi ma la polizia non riesce a venire a capo del caso, giunge dunque a Genova il fratello di Carlo, Marco Gerace, intenzionato a vendicarne la morte; questi dunque trova lavoro in un cantiere navale e si stabilisce nella pensione Doria, nella stessa camera dove per molto tempo aveva alloggiato Carlo, e fa subito conoscenza con Anna e sua madre Maria. Marco ben presto s'innamora di Anna, che però si ritrae ben sapendo dei propositi di vendetta che animano l'uomo; questo dunque inizia a frequentare Vera, indossatrice della sartoria in cui lavora anche Anna, che s'innamora follemente di lui, ma Marco, che non ha mai dimenticato Anna, dice alla donna che per lui è solo una scelta di ripiego. Nel frattempo Anna riceve una lettera di Nicola dal Venezuela in cui le rivela di non essere lui l'assassino di Carlo e che dunque è libera di amare Marco, la donna dunque rivela a Marco di essere anche lei innamorata di lui ed i due in breve si sposano.
Sei anni dopo Anna e Marco sono una coppia felice, allietata dalla nascita di due figli, Carletta e Sandrino, e vivono una vita serena, nonostante la morte per malattia di Maria. Torna però in città anche Vera, che non ha mai dimenticato Marco e che finge di avvicinarsi ad Anna ed i suoi bambini per riaverlo a sé: Anche Nicola dopo molti anni torna a Genova in quanto ammalatosi di una brutta febbre e desideroso di rivedere sua sorella; nel frattempo il nuovo commissario di polizia che ha preso il posto di Calò, andato in pensione, decide di riprendere in mano il caso dell'omicidio di Carlo Gerace, rimasto ancora irrisolto; Nicola rivela alla sua vecchia banda di essere intenzionato a raccontare la verità in quanto stanco di fare il latitante ma questi, approfittando della sua malattia, lo sequestrano e lo rinchiudono in una stanza di un albergo del porto. Raul manda a chiamare Anna, dicendole che il fratello si trova nei guai e che dovrà consegnare loro dei soldi per poterlo rivedere, fissando l'appuntamento nello stesso albergo in cui lo hanno segregato; Vera però rivela a Marco che la moglie si sta recando dal suo amante e Marco dunque segue di nascosto la moglie; arrivata all'albergo Anna non vi trova Nicola, trasferito dalla banda all'interno di una nave, trovandovi invece un altro componente che cerca di abusare di lei, interviene però Marco che lo mette in fuga, il quale però crede di aver appena assistito al tradimento della moglie, la quale le confessa anche tutta la verità sulla morte di Carlo e sul coinvolgimento di suo fratello; sentendosi doppiamente tradito, Marco dunque la caccia di casa e la allontana dai figli, gettando la donna nella disperazione. Nel frattempo Nicola accordandosi con Ernesto, un componente della banda in passato suo compagno di prigionia, si ribella a Raul e durante una retata della polizia ingaggia una lotta contro il lionese, rimanendo ferito con la stessa pistola con cui era stato assassinato Carlo sei anni prima; i componenti della banda sono arrestati e Raul viene accusato anche della morte di Carlo. Nel frattempo Vera si è stabilita a casa di Marco, ma Carletta e Sandrino non accettano la presenza della donna, reclamando la loro mamma, Vera inizia a picchiarli ma Anna, provvidenzialmente intervenuta, riesce a strappare i suoi bambini dalle grinfie della donna. Marco una volta arrivato a casa manda via Vera in malo modo, intimandole di non avvicinarsi mai più ai suoi figli, ma allo stesso modo caccia pure Anna, ancora convinto di essere stato tradito da lei, gettando la donna nella pazzia. Nicola, convalescente in ospedale, manda a chiamare Marco ed informa il cognato di come sia veramente andata tutta la storia, Marco dunque si rende conto della totale innocenza di Anna; questa, oramai disperata, prende i figli con sé e si avvia verso un dirupo, intenzionata a suicidarsi assieme a loro, ma all'ultimo decide di desistere, proprio in quel momento arriva Marco che, abbracciandola e baciandola, le chiede di perdonarlo e di tornare assieme a lui a casa loro.

## Produzione
Il film è ascrivibile al filone melodrammatico-sentimentale comunemente detto strappalacrime, molto in voga tra il pubblico italiano in quegli anni, in seguito ribattezzato dalla critica con il termine neorealismo d'appendice.
Venne realizzato per gli interni negli stabilimenti del S.A.F.A. Palatino a Roma, mentre gli esterni furono girati a Genova.

## Distribuzione
Il film venne distribuito nel circuito cinematografico italiano il 18 febbraio del 1953.
Venne in seguito distribuito anche in Francia, il 12 maggio del 1954 con il titolo Pardonne - moi.

## Accoglienza
Il film ebbe molto successo tra il pubblico, incassando 670.000.000 di lire dell'epoca, risultando così il sesto maggior introito di quell'annata cinematografica in Italia.